# Beijo

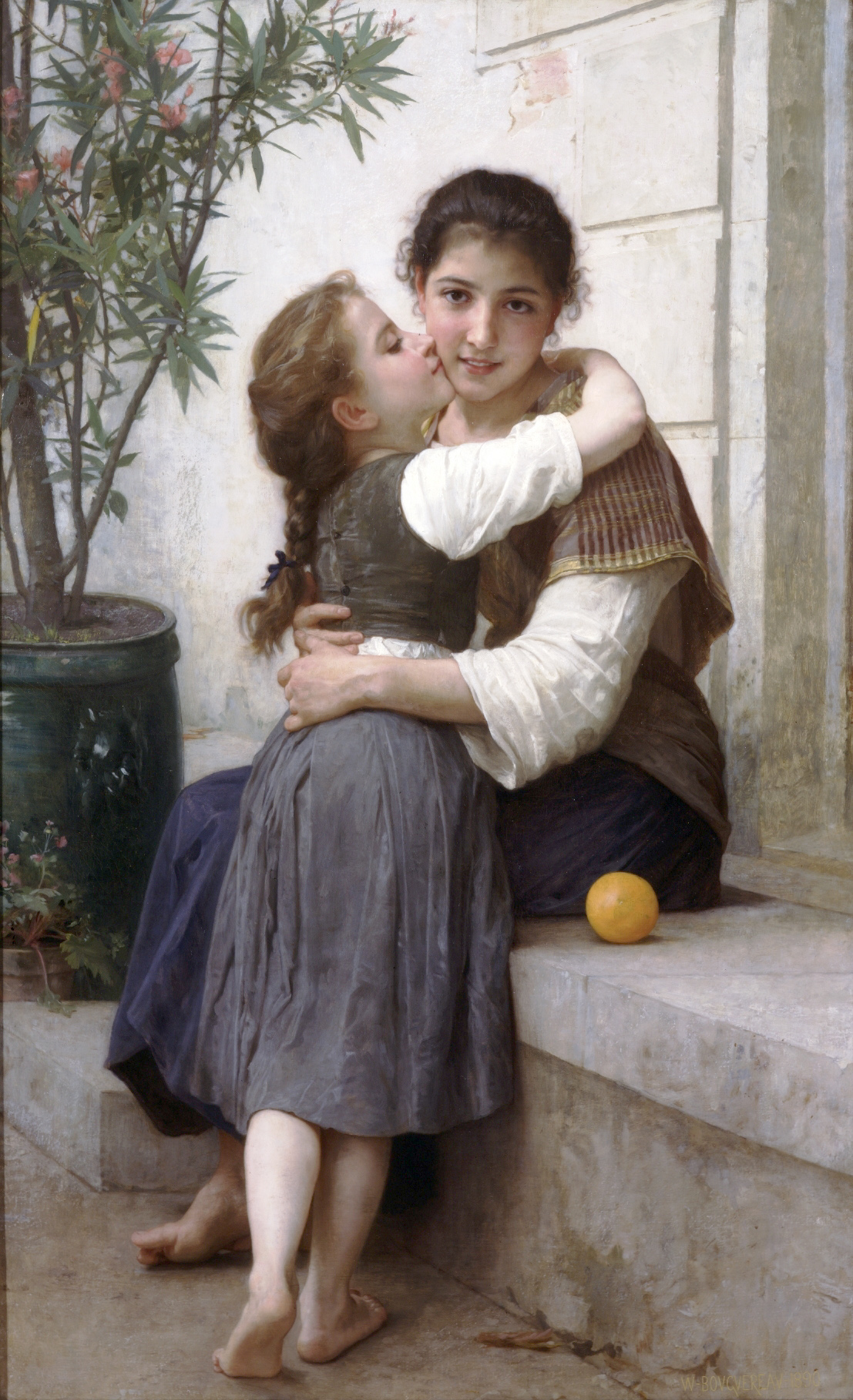
Um Pouco de Persuasão, de William Bouguereau (1890)

Um beijo (do latim basium) é o toque dos lábios em outra pessoa ou objeto. Na cultura ocidental é considerado um gesto de afeição. Entre amigos, é utilizado como cumprimento ou despedida. O beijo nos lábios de outra pessoa é um símbolo de afeição romântica ou de desejo sexual - neste último caso, o beijo pode ser também noutras partes do corpo. Ainda há o chamado beijo de língua, em que as pessoas que se beijam mantêm a boca aberta enquanto trocam carícias com as línguas.

## História

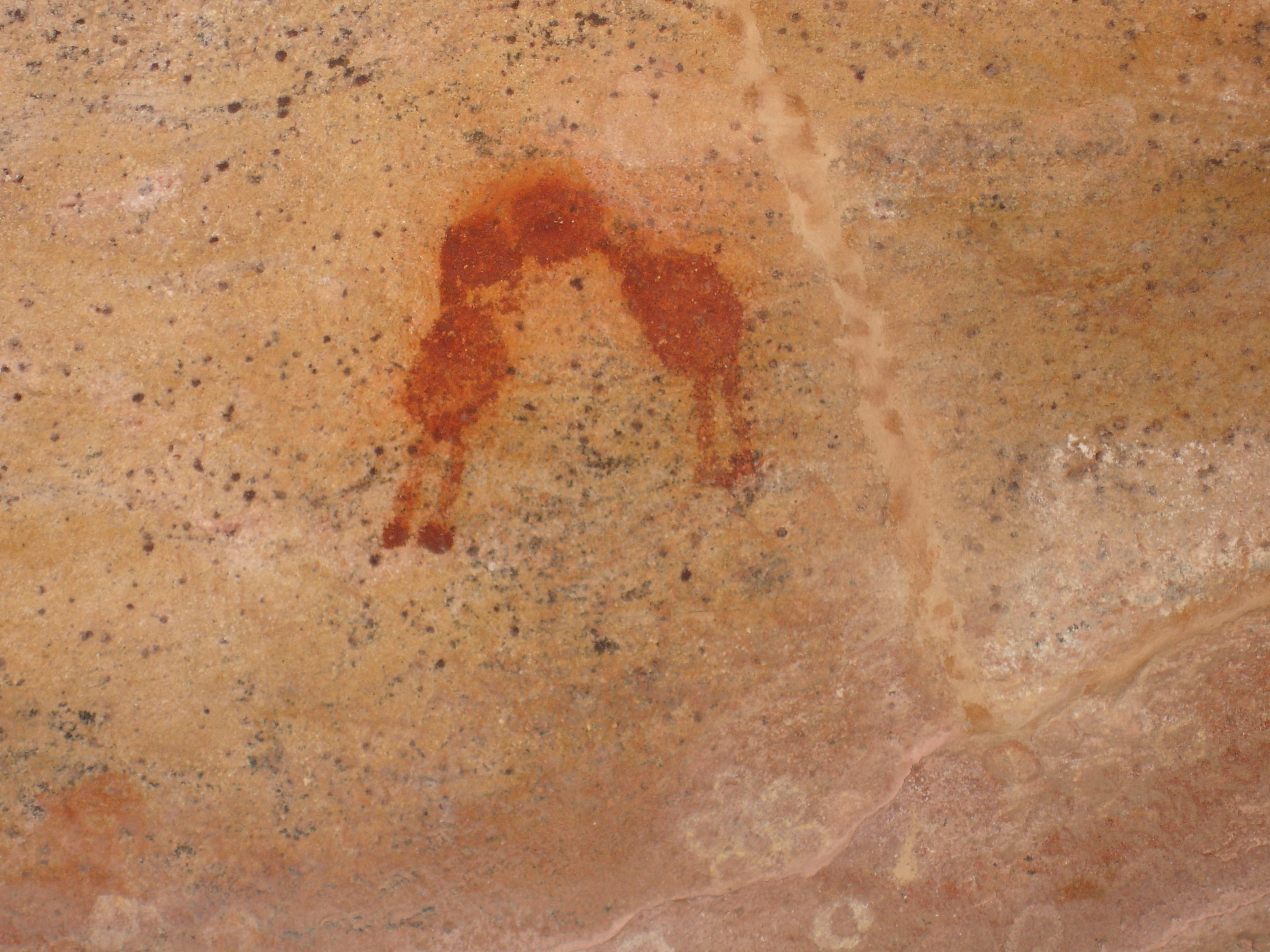
"O Beijo", pintura rupestre da cena de um suposto beijo no Parque Nacional Serra da Capivara, Piauí, datado entre 48000 e 6000 a.C.

Os antropólogos discordam sobre se beijar é um comportamento instintivo ou aprendido. Aqueles que acreditam que beijar é um comportamento instintivo, citam comportamentos semelhantes em outros animais, como bonobos, que são conhecidos por beijar depois de brigar - possivelmente para restaurar a paz. Outros acreditam que é um comportamento aprendido, tendo evoluído de atividades como a amamentação ou pré-mastigação nas primeiras culturas humanas transmitidas aos humanos modernos. Outra teoria postula que a prática se originou nos machos durante a era paleolítica, provando a saliva das fêmeas para testar sua saúde, a fim de determinar se seriam uma boa parceira para a procriação. O fato de que nem todas as culturas humanas beijam é usado como argumento contra o beijo ser um comportamento instintivo em humanos; acredita-se que cerca de 90% da população humana pratique o beijo.
As primeiras evidências escritas do beijo datam de 4500 anos, conforme documentos da Antiga Mesopotâmia e Egito Antigo, segundo Sophie Lund Rasmussen e Troels Pank Arbøll. Em seguida vem a referência nos Vedas, escrituras sânscritas que informaram o hinduísmo, budismo e jainismo, há cerca de 3500 anos, de acordo com Vaughn Bryant, antropólogo da Texas A&M University especializado na história do beijo.
Diz-se que na Suméria, antiga Mesopotâmia, as pessoas costumavam enviar beijos aos deuses. Ambos beijos de língua e de lábios são mencionados na poesia suméria. O beijo é descrito na poesia de amor egípcia antiga sobrevivente do Império Novo, encontrada em papiros escavados em Deir el-Medina:

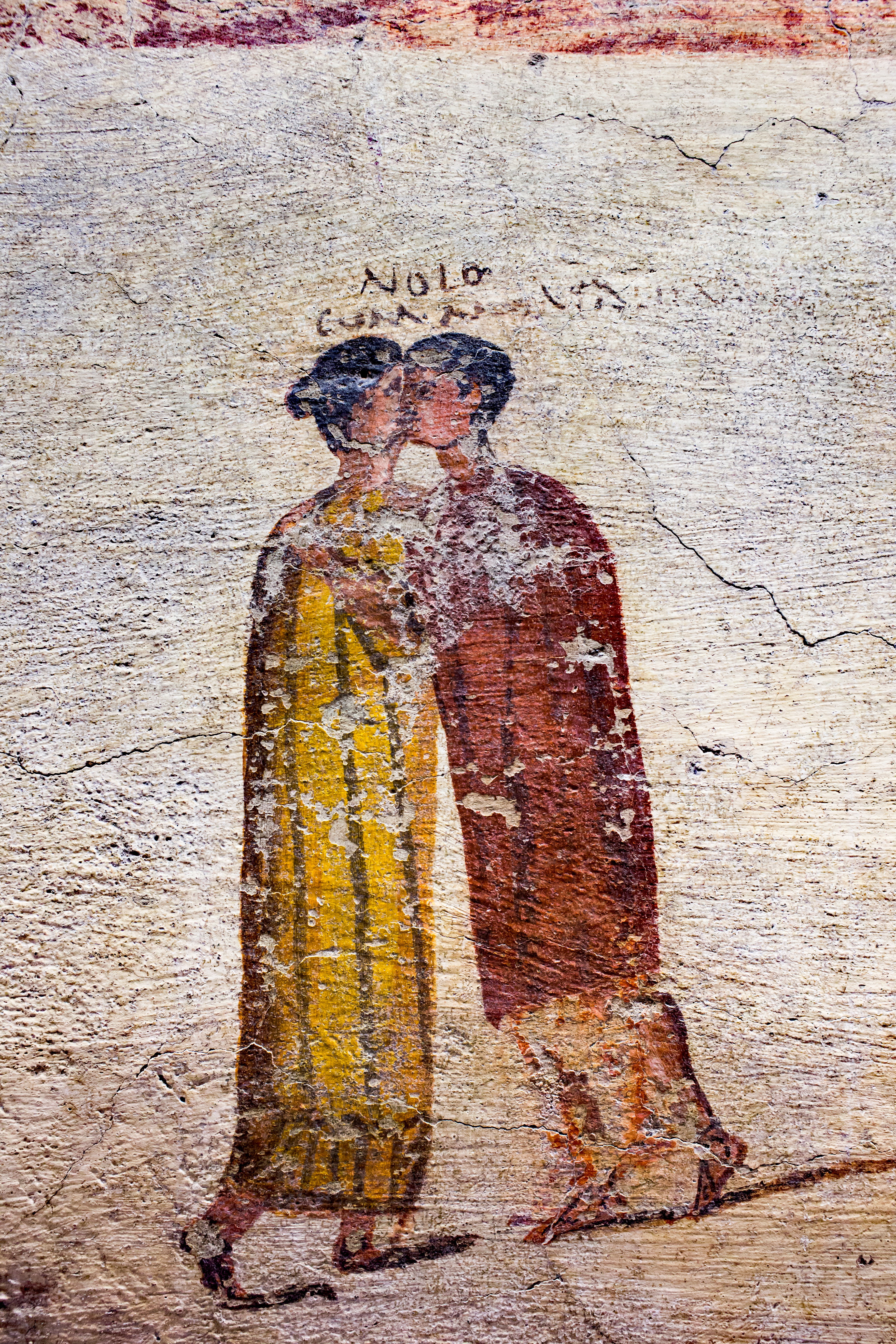
Um afresco de Pompeia mostrando o beijo de um casal romano.

Na Antiguidade também era comum, para gregos e romanos, o beijo entre guerreiros no retorno dos combates. Era uma espécie de prova de reconhecimento. Aliás, os gregos adoravam beijar. Na Ciropédia (370 a.C.), Xenofonte escreveu sobre o costume persa de beijar os lábios na partida enquanto narrava a partida de Ciro, o Grande (c. 600 a.C.) como um menino de seus parentes medos. De acordo com Heródoto (século V a.C.), quando dois persas se encontravam, a fórmula de saudação expressa seu status igual ou desigual. Eles não falavam; antes, os iguais se beijavam na boca e, no caso em que um era um pouco inferior ao outro, o beijo seria dado na bochecha.
Durante o período clássico posterior, o beijo afetuoso boca a boca foi descrito pela primeira vez no épico hindu Mahabharata. O antropólogo Vaughn Bryant argumenta que o beijo se espalhou da Índia para a Europa depois que Alexandre, o Grande conquistou partes do Punjab no norte da Índia em 326 a.C.
Os romanos difundiram a prática. Estes eram apaixonados por beijos e falavam sobre vários tipos de beijos. Beijar a mão ou bochecha era chamado de osculum. Beijar nos lábios com a boca fechada era chamado de basium, que foi usado entre parentes. Um beijo de paixão era chamado de suavium. Os imperadores permitiam que os nobres mais influentes beijassem seus lábios, e os menos importantes as mãos. Os súditos podiam beijar apenas os pés.

Na Escócia, era costume o padre beijar os lábios da noiva ao final da cerimônia. Acreditava-se que a felicidade conjugal dependia dessa bênção. Já na festa, a noiva deveria beijar todos os homens na boca, em troca de dinheiro. Na Rússia, uma das mais altas formas de reconhecimento oficial era o beijo do czar.

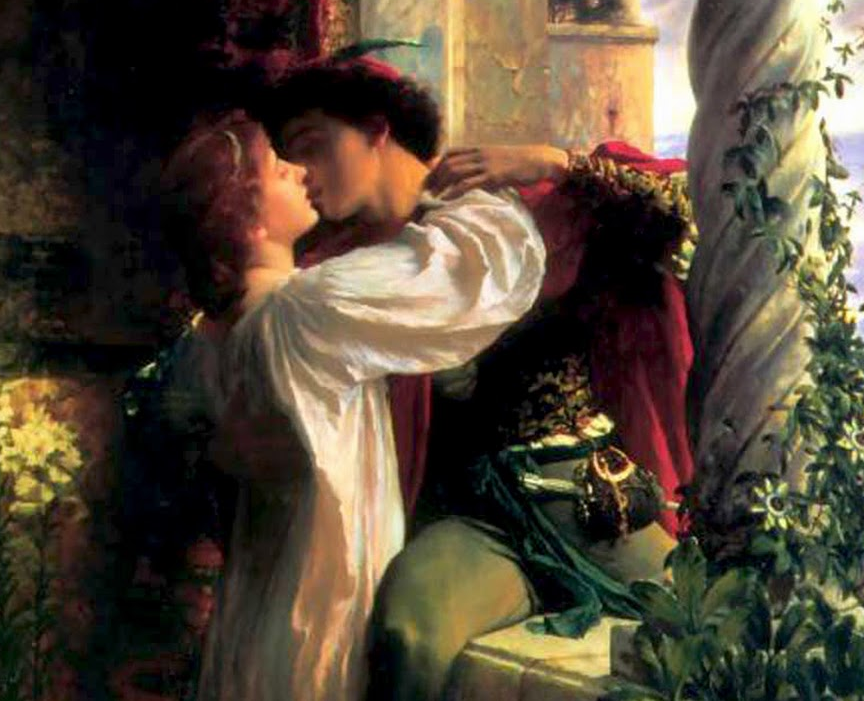
Romeu e Julieta numa obra de Sir Frank Dicksee

No século XV, os nobres franceses podiam beijar qualquer mulher. Na Itália, entretanto, se um homem beijasse uma donzela em público, era obrigado a casar imediatamente. No latim, beijo significa toque dos lábios. Na cultura ocidental, ele é considerado gesto de afeição. Entre amigos, é utilizado como cumprimento ou despedida; entre amantes e apaixonados, como prova da paixão. Mas é também um sinal de reverência, ao se beijar, por exemplo, o anel do Papa ou de membros da alta hierarquia da Igreja. No Brasil, D. João VI introduziu a cerimônia do beija-mão: em determinados dias o acesso ao Paço Imperial era liberado a todos que desejassem apresentar alguma reivindicação ao monarca. Em sinal de respeito, tanto os nobres, como as pessoas mais simples, até mesmo os escravos, beijavam-lhe a mão direita antes de fazer seu pedido. Esse hábito foi mantido por D. Pedro I e por D. Pedro II.
O estudo do beijo começou em algum momento do século XIX e é chamado de filematologia, que foi estudado por pessoas como Cesare Lombroso, Ernest Crawley, Charles Darwin, Edward Burnett Tylor e estudiosos modernos como Elaine Hatfield.

## Tipos
Kristoffer Nyrop identificou uma série de tipos de beijos, como beijos de amor, carinho, paz, respeito e amizade. Ele observa, porém, que as categorias são um tanto artificiais e sobrepostas e que algumas culturas têm outros tipos de gestos desse tipo.

### Expressão de carinho e amor

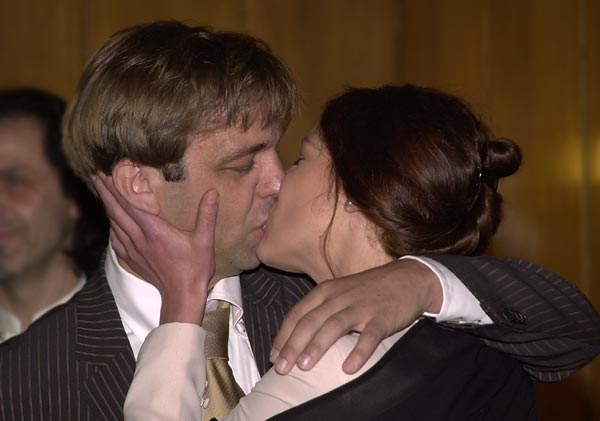
Um beijo romântico entre um homem e uma mulher

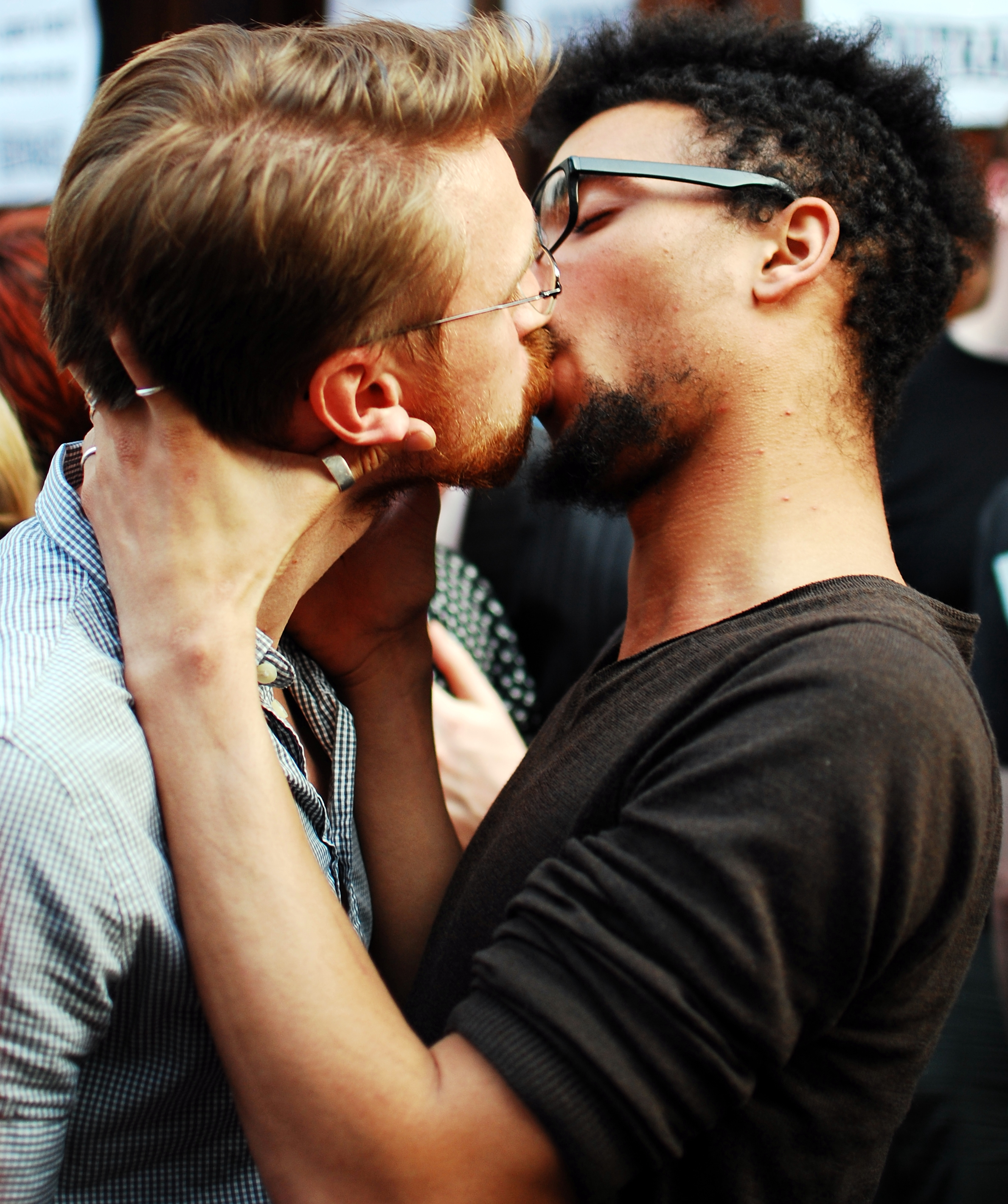
Dois homens se beijam; os beijos homossexuais não possuem aspectos que os diferenciem dos beijos heterossexuais.

Beijar os lábios de outra pessoa tornou-se uma expressão comum de afeto em muitas culturas ao redor do mundo. No entanto, em certas sociedades, o beijo só foi introduzido através da colonização europeia, sendo que antes não era uma ocorrência rotineira. Tais culturas incluem certos povos nativos da Austrália, os taitianos e muitas tribos na África.
Beijar na boca é uma expressão física de afeição, amor ou desejo sexual entre duas pessoas em que as sensações de tato, paladar e olfato estão envolvidas. De acordo com o psicólogo Menachem Brayer, embora muitos "mamíferos, pássaros e insetos troquem carícias", parece que os beijos de afeto não são beijos no sentido humano. O psicólogo William Cane observa que beijar na sociedade ocidental é mais frequentemente visto como um ato romântico e descreve alguns de seus atributos:
O beijo romântico em culturas ocidentais é um desenvolvimento relativamente recente e raramente é mencionado, até mesmo na literatura grega antiga. Durante a Idade Média, tornou-se um gesto social e era considerado um sinal de refinamento das classes superiores.:150–151 Outras culturas têm diferentes definições e usos do ato de beijar, observa Brayer. Na China, por exemplo, uma expressão similar de afeto consiste em esfregar o nariz contra o rosto de outra pessoa. Em outras culturas orientais se beijar não é comum. Nos países do Sudeste Asiático o beijo "entre narizes" é a forma mais comum de afeto e o costume ocidental de beijar na boca é frequentemente reservado para as preliminares sexuais.
Pesquisas indicam que o beijo é a segunda forma mais comum de intimidade física entre os adolescentes dos Estados Unidos (depois do ato de andar de mãos dadas) e que cerca de 85% dos adolescentes entre 15 e 16 anos de idade no país já fizeram isso. Em muitas culturas, considera-se um costume inofensivo que adolescentes se beijem ou se envolvam em jogos de beijar com os amigos. Estes jogos servem como quebra-gelos em festas e podem ser a primeira exposição de alguns dos participantes com a sexualidade. Há muitos tipos desses jogos, como, por exemplo, verdade ou desafio.

### Beijo de afeto

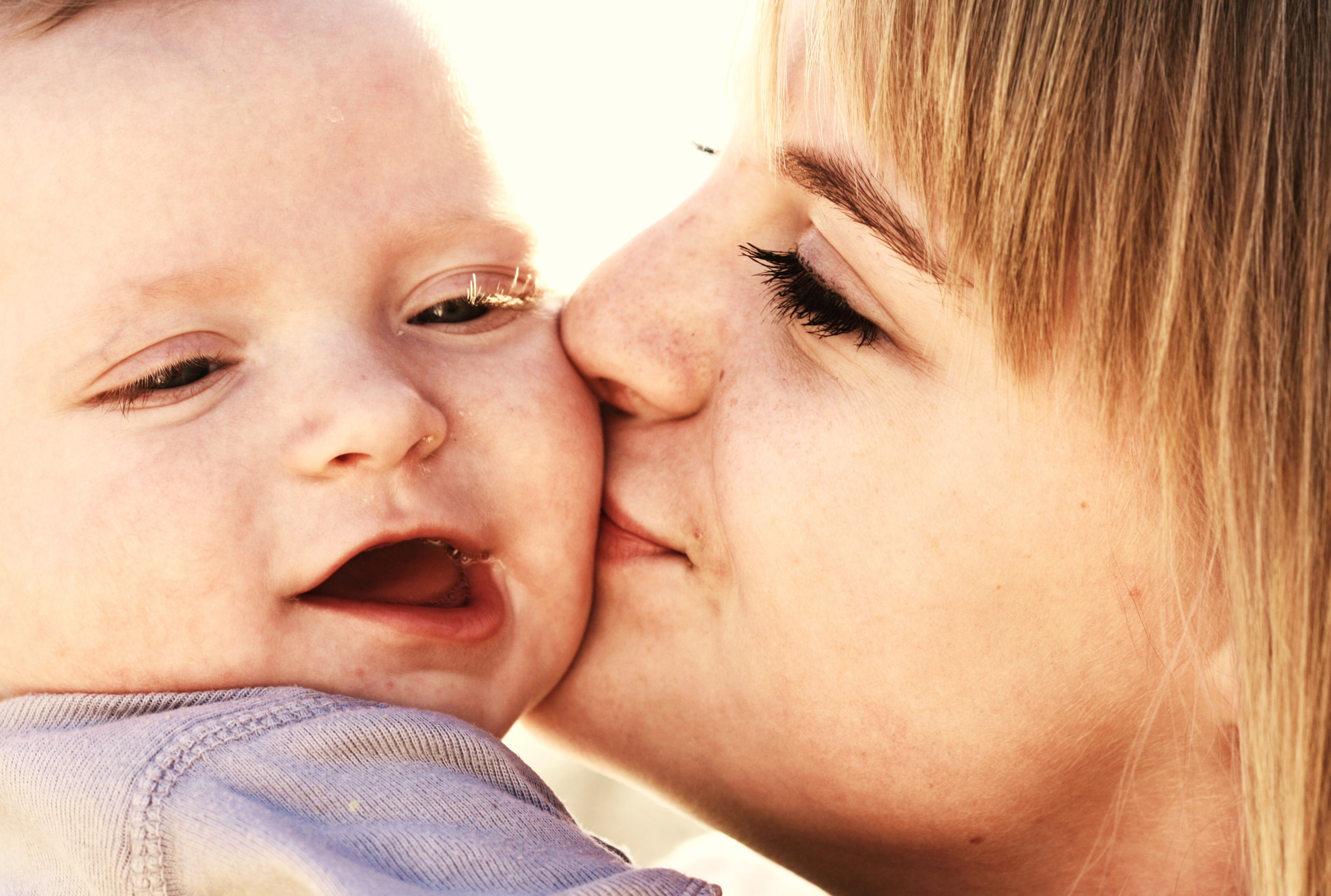
Uma mulher beijando um bebê na bochecha

Um beijo também pode ser usado para expressar sentimentos, sem um elemento erótico, mas pode ser, no entanto, "muito mais profundo e duradouro", escreve Nyrop. Ele acrescenta que esses beijos podem ser expressões de amor "no sentido mais amplo e abrangente da palavra, trazendo uma mensagem de afeto, fidelidade, gratidão, compaixão, simpatia, alegria intensa ou profunda tristeza." :79
O exemplo mais comum é o "sentimento intenso que une pais e sua prole", escreve Nyrop, mas acrescenta que os beijos de afeto não são apenas comum entre pais e filhos, mas também entre os outros membros da mesma família, o que pode incluir os que estão fora o círculo familiar imediato, "em todos os lugares onde um profundo afeto une as pessoas." :82 Essa tradição está escrita na Bíblia, como quando Orfa beijou a sua sogra e quando Moisés foi ao encontro de seu sogro, ele "fez reverência e beijou-o; e perguntaram um ao outro de seu bem-estar; e entraram na tenda" (Êxodo 18:07); e quando Jacó lutou com o Senhor e se encontrou com Esaú, correu em direção a ele, caiu em seu pescoço e o beijou. O beijo de família era tradicional entre os romanos e beijos de afeto são frequentemente mencionados pelos antigos gregos, como quando Ulisses, ao chegar a sua casa, encontra seus pastores fiéis. :82–83
O afeto pode ser um motivo para se beijar "em todas as idades, em momentos grave e solenes", observa Nyrop, "não só entre aqueles que se amam, mas também como uma expressão de profunda gratidão." Quando o apóstolo Paulo despediu-se dos anciãos da congregação em Éfeso, "todos choraram muito e caíram sobre o pescoço de Paulo e o beijaram" (Atos 20:37). Os beijos também podem ser trocados entre completos estranhos, como quando há uma profunda simpatia ou algum interesse com outra pessoa. :85

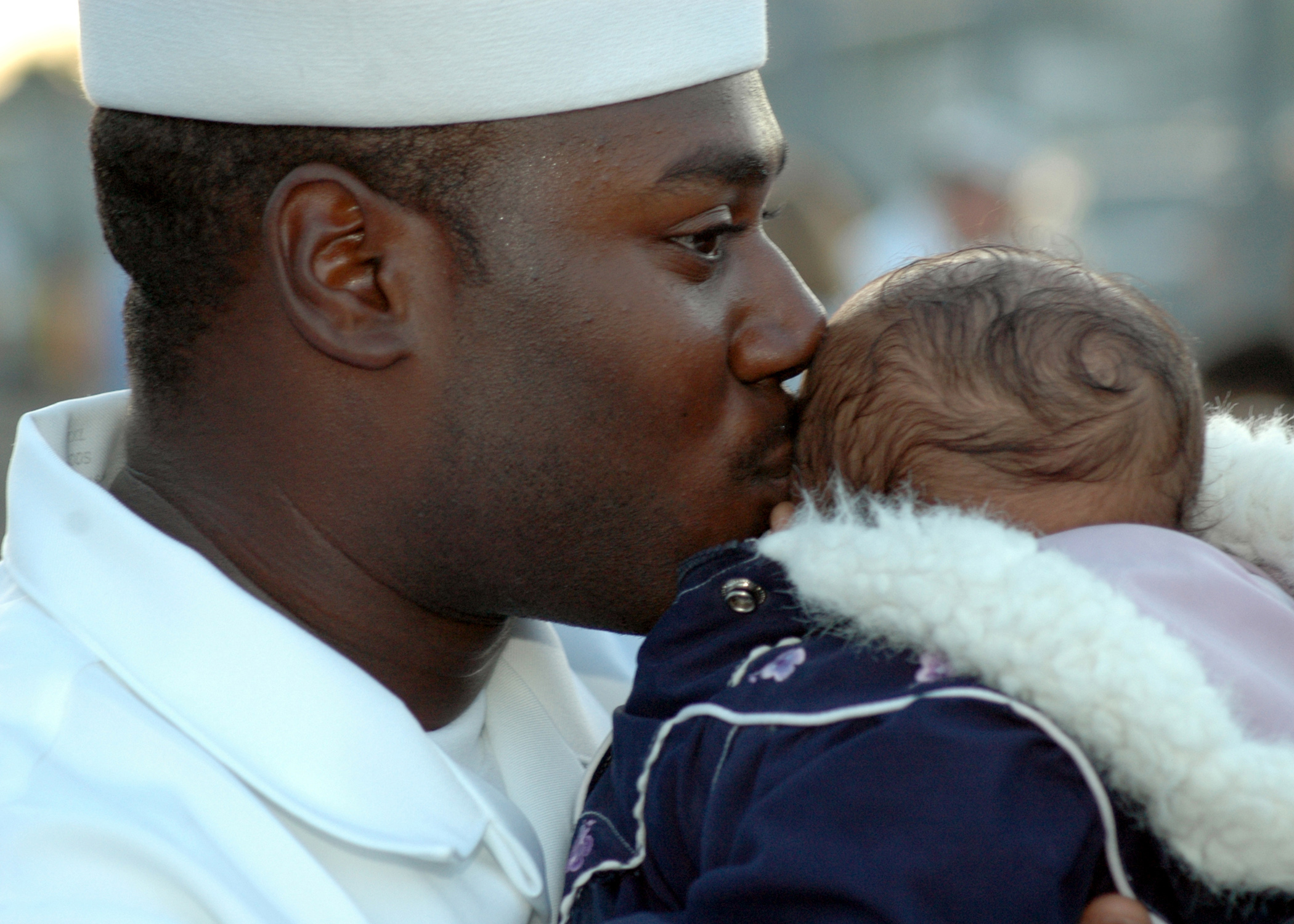
Um marinheiro estadunidense beijando seu filho

A poesia folclórica tem sido uma fonte de beijos carinhosos, onde, por vezes, eles desempenham um papel importante, como quando têm o poder de lançar feitiços ou de quebrar laços de bruxaria e feitiçaria, muitas vezes, causando a restauração de um homem à sua forma original. Nyrop observa que histórias poéticas sobre o "poder redentor do beijo podem ser encontradas na literatura de muitos países, especialmente, por exemplo, nos antigos romances arturianos franceses (Lancelot, Guiglain, Tirant Le Blanc), em que a princesa é transformada, através de feitiçarias do mal, em um dragão terrível e só pode retomar sua forma humana quando um cavaleiro for corajoso o suficiente para beijá-la." Na situação inversa, no conto A Bela e a Fera, um príncipe é transformado em uma fera por um feitiço aplicado por uma fada má e não poderia voltar a ser humano a menos que uma plebeia se apaixonasse por ele e o beijasse, apesar de sua feiura. :95–96
Um beijo de afeto também pode ter lugar após a morte. Em Gênesis está escrito que quando Jacó estava morto, "José se lançou sobre o rosto de seu pai e chorou sobre ele e o beijou." Abacar, sogro, sucessor e primeiro discípulo de Maomé, entrou na tenda onde estava o corpo do profeta quando ele foi morto, descobriu seu rosto e beijou-o. Nyrop escreve que "o beijo é a última prova afetuosa de amor que agraciamos a quem amamos, e era acreditado, nos tempos antigos, para acompanhar a humanidade ao mundo inferior." :97

### Religião

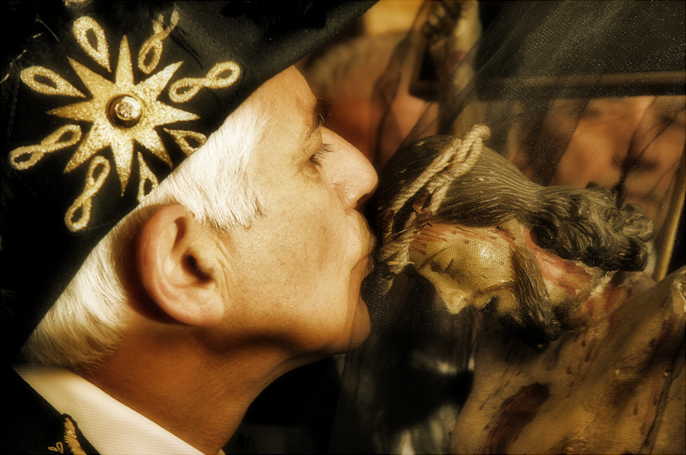
Homem beija um crucifixo cristão.

O beijo é comum no contexto religioso. Em períodos anteriores ao cristianismo ou ao islamismo o beijo tornou-se um gesto ritual e ainda é tratado como tal em certos costumes, como quando se "beija o pé do Papa, relíquias, ou o anel de um bispo." Entre culturas antigas era comum lançar beijos ao sol e à lua, bem como às imagens dos deuses. Ouve-se falar do beijar a mão pela primeira vez entre os persas. De acordo com Tabor, o beijo de homenagem—cujo caráter não é indicado na Bíblia—foi provavelmente na testa e expressava alto respeito.
No judaísmo, o beijo de livros de oração, como a Torá, juntamente com o beijo em xales de oração, também é comum: geralmente tocam sua mão, Talis ou Sidur na Torá e depois a beija. Os judeus também beijam o Muro Ocidental do Templo Sagrado em Jerusalém. A lei judaica proíbe beijar membros do sexo oposto, exceto cônjuges e certos parentes próximos (negiah).

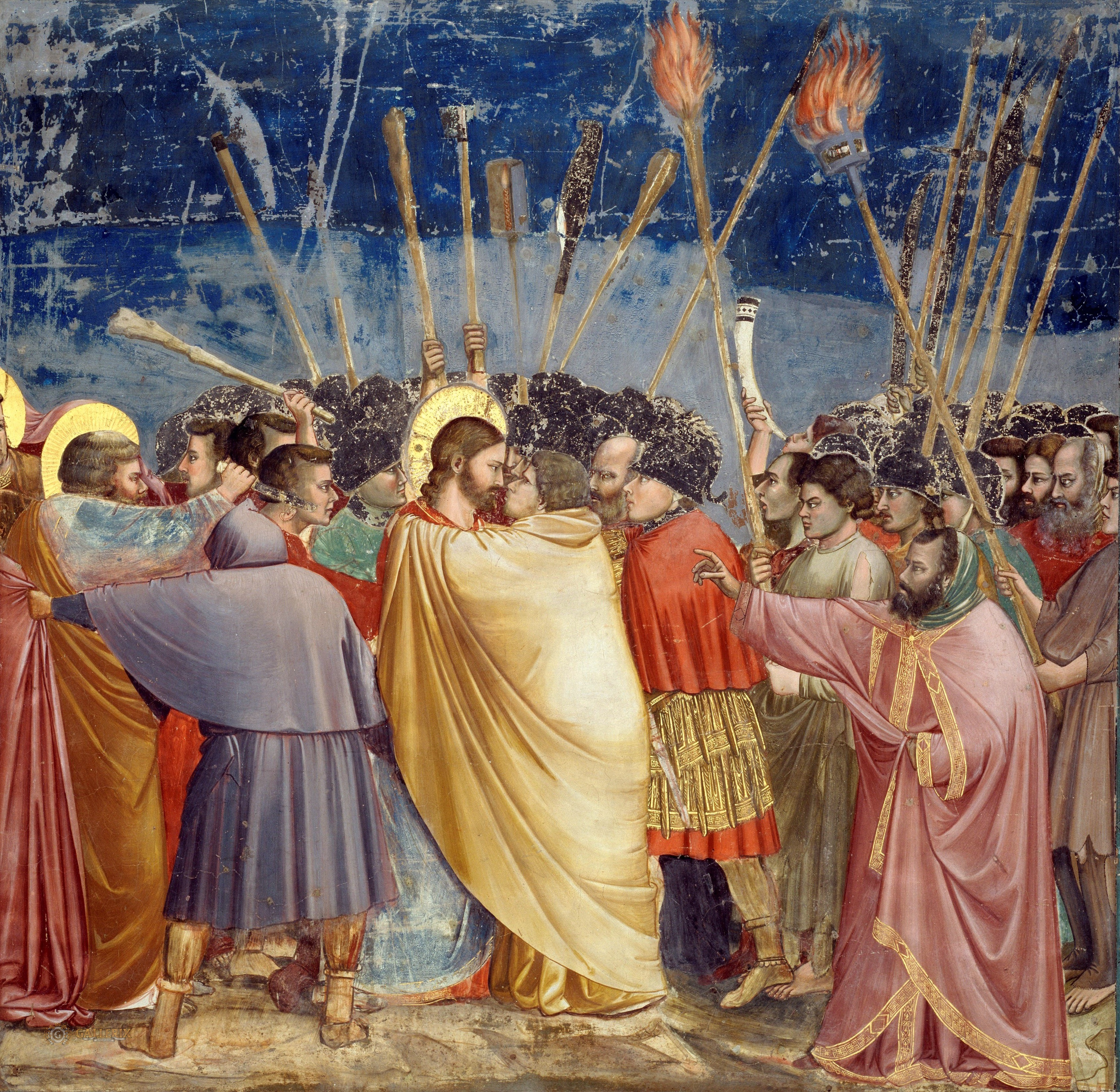
O Beijo de Judas (1306) por Giotto

Crawley observa que foi "muito significativo o elemento carinhoso na religião" ao dar uma parcela tão importante ao beijo como parte de seu ritual. No cristianismo primitivo, aquele que havia sido batizado era beijado pelo celebrante após a cerimônia e o uso do gesto foi estendido até mesmo como uma saudação aos santos e heróis religiosos, com Crawley, acrescenta: "Assim José beijou Jacó e os seus discípulos beijaram Paulo. José beijou seu pai morto e o costume foi mantido em nossa civilização", sendo o beijo um gesto de despedida para parentes mortos, apesar de certas seitas proibirem isso atualmente.:126
Beijar era um costume durante o período bíblico mencionado em Gênesis 27:26, quando Isaque beijou seu filho Jacó.:585 O beijo é usado em vários outros contextos na Bíblia: o beijo de homenagem, em Ester 5:2; de sujeição, em 1 Samuel 10:1; de reconciliação, em 2 Samuel 14:33; de despedida, em Rute 1:14; de aprovação, em Salmos 2:12; de humilde gratidão, em Lucas 7:38; de boas-vindas, em Êxodo 18:7; de amor e alegria, em Gênesis 20:11. Há também beijos espirituais, como em Cântico dos Cânticos 1:2; beijos sensuais, como em Provérbios 7:13; e beijos hipócritas, como em 2 Samuel 15:5 ou o beijo de Judas. Era costume beijar a boca nos tempos bíblicos, e também a barba, o que ainda é praticado na cultura árabe. Beijar a mão não é bíblico, segundo Tabor. Uma das referências bíblicas ao beijo romântico está contida no segundo verso familiar do livro do Antigo Testamento, Cântico dos Cânticos, um antigo poema de amor em hebraico:
Beije-me ele com os beijos da sua boca:
Porque teu amor é melhor do que o vinho— :41
Um elemento distintivo no ritual cristão foi notado por Justino no século II, agora referido como o "beijo da paz", e que foi parte do rito nas missas primitivas. Frederick Cornwallis Conybeare afirma que este ato se originou dentro de antigas sinagogas hebraicas e Fílon de Alexandria, o antigo filósofo judeu, chamou-o de "beijo da harmonia", onde, como explica Crawley, "a Palavra de Deus traz coisas hostis juntas em concórdia e beijo de amor.":128 São Cirilo também escreve: "este beijo é o sinal de que nossas almas estão unidas e que nós banimos toda a recordação de injúria.:128
Nyrop observa que o beijo da paz foi usado como uma expressão de profunda devoção espiritual na Igreja Cristã primitiva. Cristo disse, por exemplo: "A paz esteja convosco, a minha paz vos dou", e os membros da Igreja de Cristo deram-se paz simbolicamente através de um beijo. São Paulo fala repetidamente do "santo beijo" e, em sua Epístola aos Romanos, escreve: "Saudai-vos uns aos outros com um ósculo santo" e em sua primeira Epístola aos Tessalonicenses (1 Tessalonicenses 5:26), ele diz: "Saudai a todos os irmãos com ósculo santo".:101 A princípio um costume apostólico, continua a ser um dos ritos nos serviços eucarísticos dos católicos romanos.

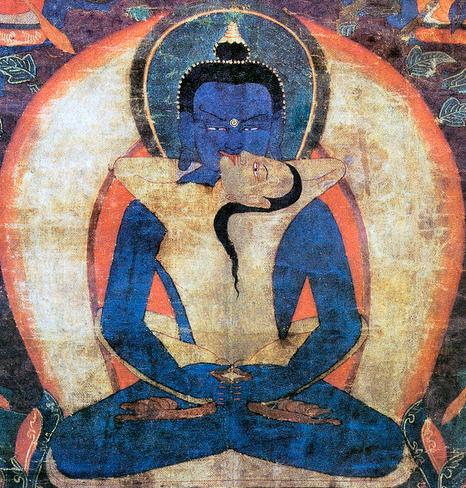
Buda Primordial ou Samantabhadra em yab-yum com seu aspecto feminino de consorte (século XVII). O simbolismo representa a união cósmica de Karuna e Prajna

O beijo da paz também era usado em festividades seculares. Durante a Idade Média, por exemplo, Nyrop aponta que era costume "selar a reconciliação e a pacificação dos inimigos com um beijo". Até os cavaleiros davam-se o beijo da paz antes de prosseguir para o combate, e perdoavam uns aos outros todos os erros reais ou imaginários. O ósculo santo também era encontrado no ritual da Igreja em ocasiões solenes, como batismo, casamento, confissão, ordenação ou exéquias. No entanto, no final da Idade Média, o beijo da paz desaparece como sinal oficial de reconciliação.:109
Os muçulmanos podem beijar a Pedra Negra durante o Hajj (peregrinação a Meca). Muitos muçulmanos também beijam Santuários de Ahlulbayt e do sufismo.
No budismo tibetano, o atributo de união da Compaixão (Karuna) e Sabedoria (Prajna) pode ser chamado de kha sabyor, literalmente "beijo": "Ele possui a união (ou o beijo; tibetano: kha sbyor) da sabedoria e compaixão". Tsongkhapa afirma que kha-sbyor ("união no beijo" ou "junção de bocas") refere-se ao significado real do ritual de "oferenda de fogo", segundo Lvavapa, o que simboliza a união dos princípios de método (ou compaixão) e sabedoria na antropologia tântrica: "O significado dos dois (serem unidos), método e sabedoria, é: método é a gota lunar (onde o dhuti termina entre as sobrancelhas), a sabedoria é o A no umbigo. Eles se unem queimando e gotejando, o que é expresso por 'juntar bocas'".

### Sinal de respeito

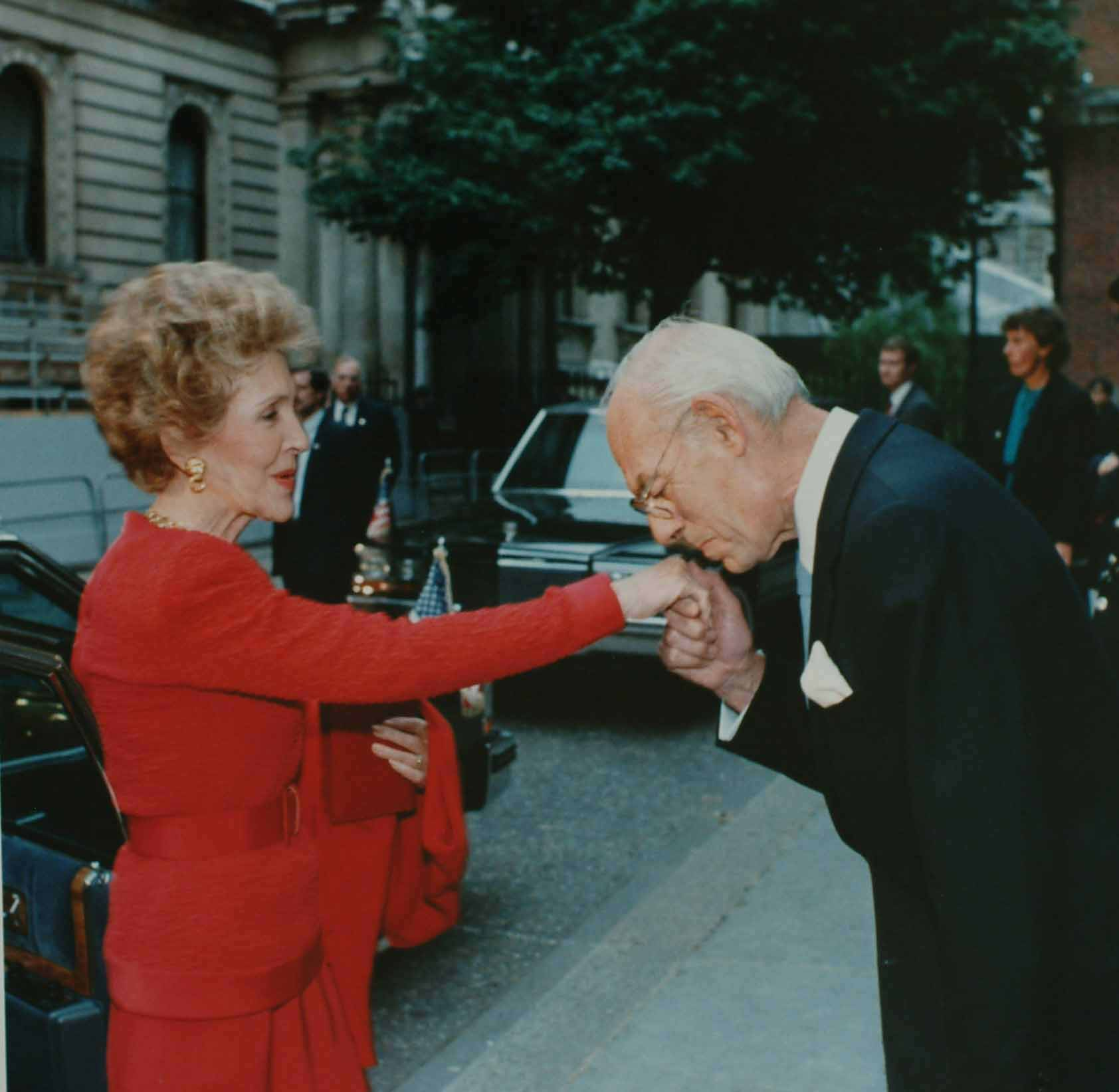
Denis Thatcher, o marido de Margaret Thatcher, beija a mão de Nancy Reagan, a esposa do então presidente estadunidense, em 1988.

O beijo de respeito é de origem antiga, observa Nyrop. Escreve que "desde os tempos mais remotos que encontramos ele foi aplicado a tudo o que é santo, nobre e de adoração a deuses, suas estátuas, templos e altares, bem como a reis e imperadores; fora da reverência, as pessoas ainda beijavam o chão e tanto sol quanto a lua eram recebidos com beijos.":114
Ele observa alguns exemplos, como "quando o profeta Oseias lamenta sobre a idolatria dos filhos de Israel, ele diz que eles fazem imagens de fundição de bezerros e as beija." Em tempos clássicos homenagem semelhante foi muitas vezes paga aos deuses e as pessoas eram conhecidas por beijar as mãos, joelhos, pés e bocas de seus ídolos. Cícero escreve que os lábios e a barba da famosa estátua de Hércules em Agrigento foram desgastados pelos beijos dos devotos.:115
As pessoas beijavam a cruz com a imagem do Crucificado e tal beijo na cruz é sempre considerado um ato sagrado. Em muitos países, é exigido beijar a cruz durante um juramento, como a mais alta afirmação de que a testemunha estaria falando a verdade. Nyrop observa que "como um último ato de caridade, a imagem do Redentor é entregue à morte ou o condenado a morte é beijado." Acredita-se que beijar a cruz traz bênção e felicidade. As pessoas beijam a imagem de Nossa Senhora e as imagens e estátuas de santos — não só as suas imagens, "mas até mesmo as suas relíquias são beijadas", observa Nyrop. "Elas fazem a alma e o corpo inteiro." Há várias lendas de pessoas doentes que recuperaram a sua saúde por terem beijado relíquias sagradas, ressalta.:121
O beijo de respeito também representa uma marca de lealdade, humildade e reverência. Seu uso em tempos antigos foi generalizado e Nyrop fornece exemplos: "Pessoas se jogavam no chão diante de seus governantes, beijavam as suas pegadas, literalmente "lambiam o pó", como é denominado.":124 "Quase em toda parte, onde quer que um inferior encontrasse um superior, observamos o beijo de respeito, como quando os escravos romanos beijavam as mãos de seus mestres; alunos e soldados os seus respectivos professores e capitães e assim por diante. :124 Pessoas também beijam o chão pela alegria de retornar à sua terra natal depois de uma ausência prolongada, como quando Agamenon voltou da Guerra de Troia. Nyrop aponta, no entanto, que nos tempos modernos o beijo cerimonioso de respeito "ficou fora de moda nos países mais civilizados" e é só manteve na Igreja e que, em muitos casos, "a prática seria ofensiva ou ridícula.":130

## Cultura popular

### Cinema
- 1927: O primeiro filme vencedor do Oscar de melhor filme, Wings (Asas), também foi o primeiro filme (de que se tem registro) a mostrar dois homens beijando-se. Trata-se de um beijo na face, entre dois grandes amigos, os personagens Jack Powell e David Armstrong, no momento em que esse último estava à morte, ferido em batalha aérea. O beijo foi apresentado de forma fraternal, absolutamente não-sexual e não-erótica.

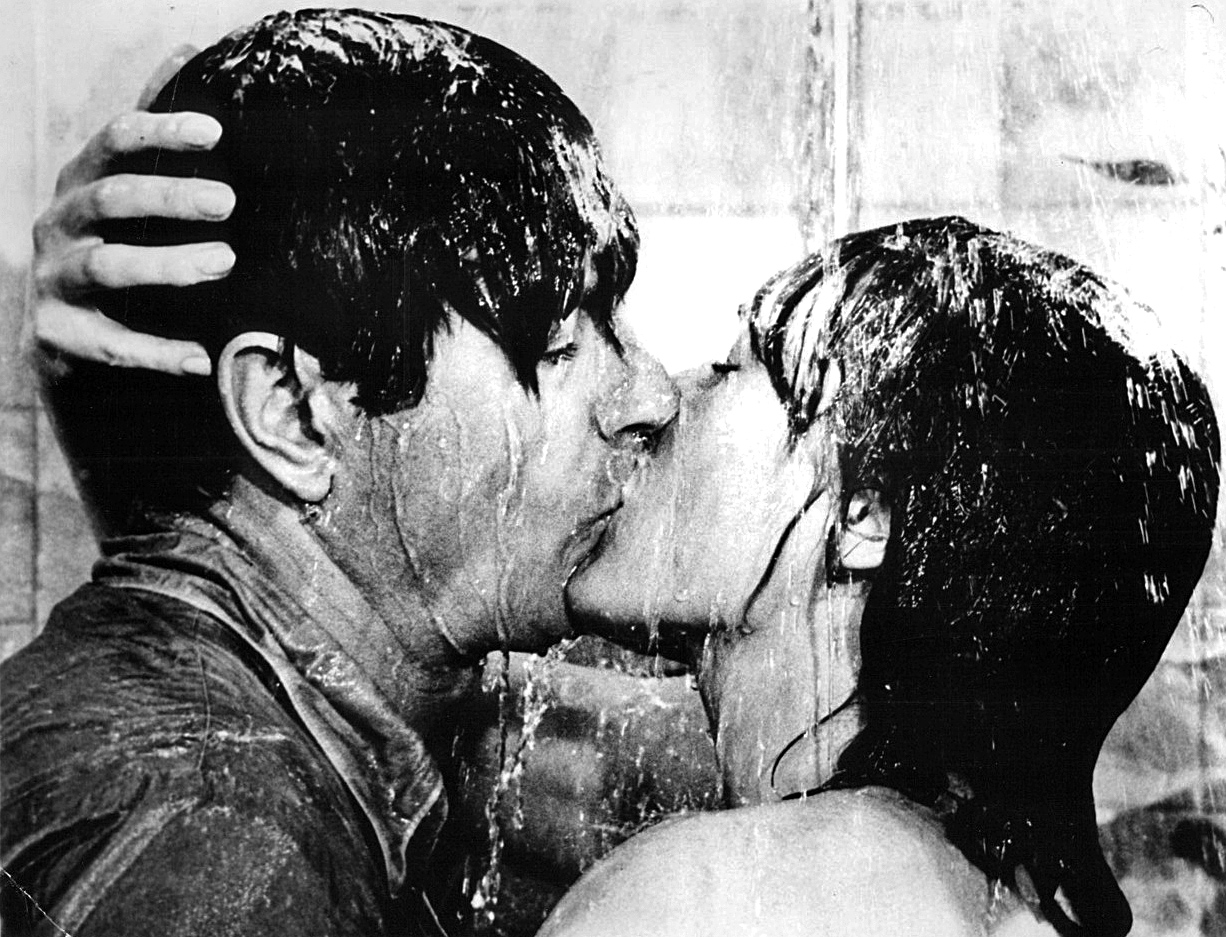
Rock Hudson e Julie Andrews se beijam em uma cena do filme Darling Lili (1968)

- 1942: O filme Casablanca emocionou audiências do mundo inteiro com a cena do beijo de despedida que o personagem de Rick (Humphrey Bogart) dá em Ilsa (Ingrid Bergman).
- 1953: O filme From Here to Eternity (A Um Passo da Eternidade) apresentou uma das cenas mais reconhecidas de beijo da história do cinema: a que ocorre entre as personagens de Burt Lancaster e Deborah Kerr enquanto estão deitados na areia da praia.
- 1955: No filme de animação da Disney Lady and the Tramp (A Dama e o Vagabundo), enquanto os personagens-título comem um macarrão espaguete simultaneamente, de lados opostos, seus lábios se encontram no meio.
- 1967: O filme Guess Who's Coming to Dinner (Advinhe Quem Vem Para Jantar) causou furor por mostrar o relacionamento de um bem-sucedido médico afro-americano (Sidney Poitier) e uma garota branca da classe média alta (Katharine Houghton). Em uma das primeiras cenas do filme, os dois personagens beijam-se num táxi que pegam ao sairem do aeroporto.
- 1989 Cinema Paradiso, de Giuseppe Tornatore, presta, na sequência final, uma homenagem ao beijo no cinema. O projetista Alfredo (Philippe Noiret) deixa de herança para seu amigo e auxiliar Salvatore (Jacques Perrin) um rolo de filme onde estão montadas todas as cenas de beijo (e algumas de nus) que haviam sido cortadas pelo padre de localidade, pois os cinemas da Itália, pertenciam, em sua maioria, à Igreja.
- 1992: A partir desta data são entregues anualmente os MTV Movie Awards. Dentre as categorias dos prêmios está a de melhor sequência de beijo, cujos primeiros premiados foram Anna Chlumsky e Macaulay Culkin pelo filme My Girl (Meu Primeiro Amor).
- 2002: Numa das principais cenas do filme Spider-Man (Homem Aranha), o personagem-título (Tobey Maguire) beija Mary Jane (Kirsten Dunst) de cabeça-para-baixo.
- 2005: O filme Brokeback Mountain causa furor em praticamente todos os lugares do mundo em que foi lançado. A cena em que Ennis (Heath Ledger) reencontra Jack (Jake Gyllenhaal) pela primeira vez em anos, e se beijam logo imediatamente, é uma das mais lembradas. Acabou por levar um MTV Movie Award de melhor sequência de beijo.

### Literatura

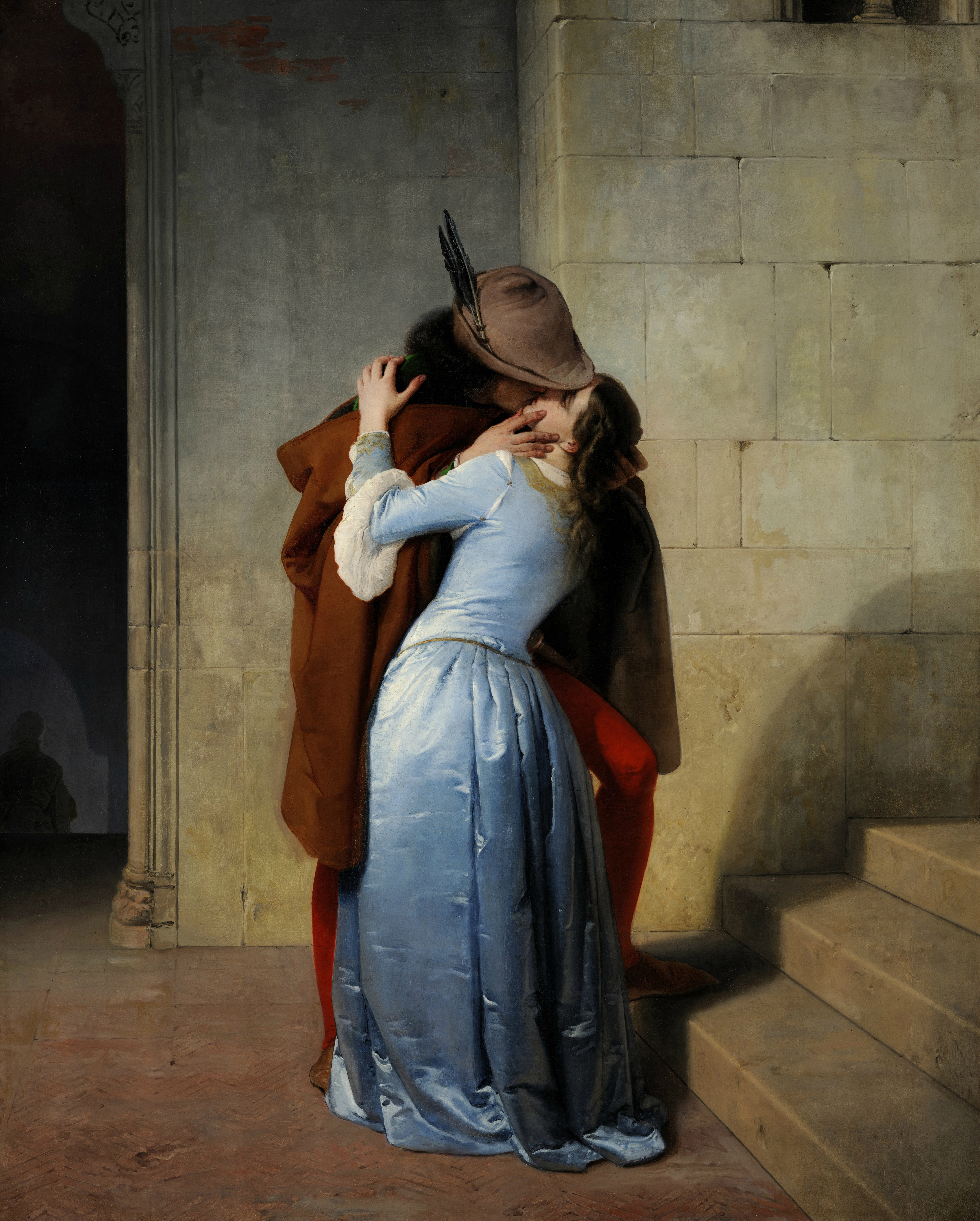
O beijo, por Francesco Hayez.

- No conto do príncipe encantado, a princesa dá um beijo ao sapo, transformando-se este em príncipe.
- Em Dom Casmurro de Machado de Assis, o protagonista Bentinho começa seu romance com Capitu com um beijo enquanto ele penteava os cabelos da jovem.

### Televisão
- 1968: No papel da Tenente Uhura, Nichelle Nichols participou do primeiro beijo interracial da televisão norte-americana, no seriado Star Trek com o ator canadense William Shatner (atuando como o capitão James T. Kirk) no episódio "Plato's Stepchildren".[35]
- 1991: Um episódio do aclamado seriado dramático norte-americano L.A. Law causou enorme controvérsia ao mostrar um beijo entre as personagens Abby (Michele Greene) e C.J. (Amanda Donohoe). Tal cena foi reconhecida como o primeiro beijo homossexual (neste caso mulher-mulher) da história dos seriados norte-americanos, e foi responsável por quebrar um enorme tabu  televisivo.
- 2000: No episódio "Acting Out" da famosa série cômica norte-americana Will & Grace, os personagens Will (Eric McCormack) e Jack (Sean Hayes) se beijam ao protestarem por causa de uma cena de beijo de um seriado fictício da NBC que não foi ao ar (semelhante ao beijo de América).
- 2005: No último episódio da telenovela brasileira América causou muito furor quando um prometido beijo homossexual masculino - que seria o primeiro em telenovela brasileira - dos personagens Júnior (Bruno Gagliasso) e Zeca (Erom Cordeiro) não ocorreu. A cena foi escrita pela autora e gravada, mas a Rede Globo optou por não exibi-la, frustrando os telespectadores.
- 2007: A propaganda de trinta segundos da linha de relógios Time da companhia italiana Dolce & Gabbana mostra dois rapazes se beijando e causa furor no mundo inteiro.

## Biologia

### Em animais

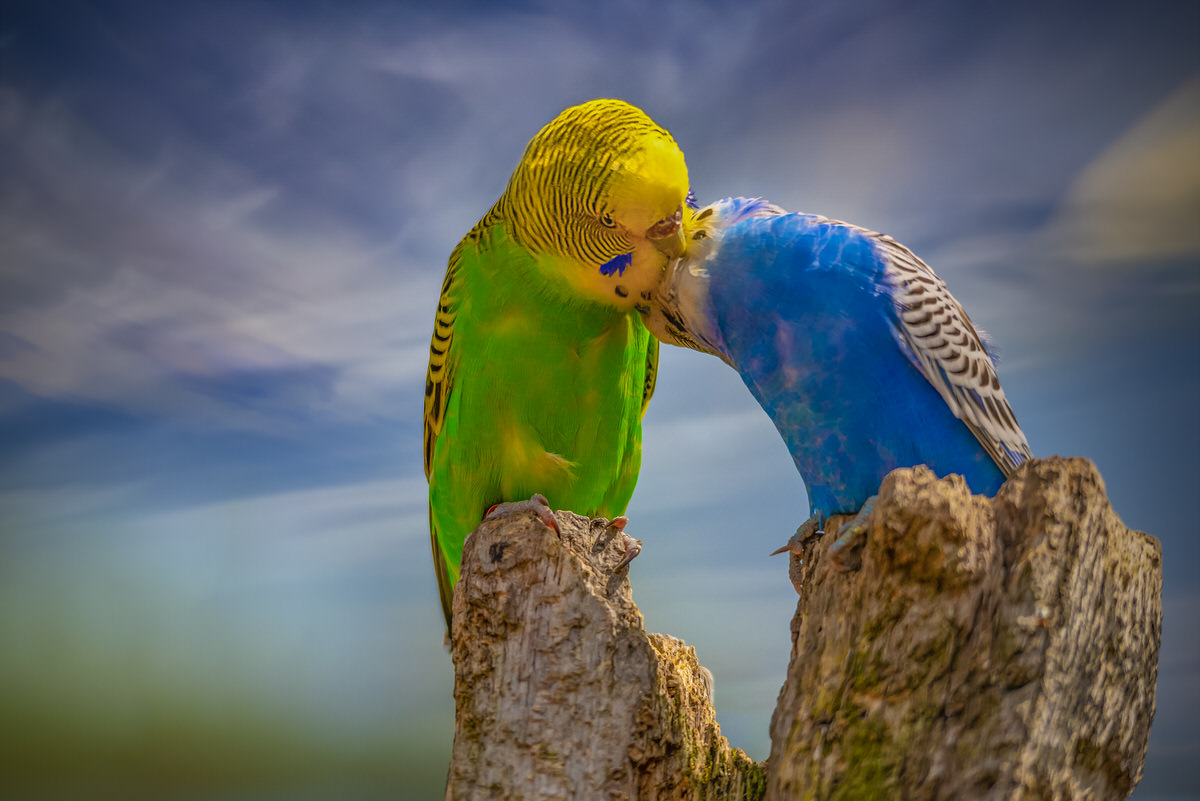
Psitacídeos como papagaios e periquitos realizam alimentação de cortejo (aloalimentação), com a transferência de comida pelo entrelaçamento dos bicos assemelhando-se a um beijo: é um ritual de fortalecimento do vínculo de par (bonding). Esse comportamento (também chamado "billing" em inglês) também é visto em outras aves, como pombos, pode ocorrer sem alimentação e visa à manutenção de relacionamento monogâmico para além da finalidade de acasalamento.

Dentro do mundo natural dos animais, existem inúmeras analogias ao beijo, observa Crawley, como "o raspar de bicos dos pássaros [...] e o jogo de antenas de alguns insetos." Mesmo entre os animais superiores, como o cão, o gato e o urso, comportamento semelhante é observado. :114
Os antropólogos não chegaram a uma conclusão sobre se o beijo é aprendido ou se é comportamento do instinto. Ele pode estar relacionado a um comportamento de preparação também visto entre os outros animais, ou que surja como resultado da pré-mastigação da comida feita pelas mães para seus filhotes. Os primatas não-humanos também apresentam um comportamento que pode ser considerado um beijo. Cães, gatos, pássaros e outros animais exibem gestos com lambidas e carícias entre si, mas também fazem isso com seres humanos ou outras espécies. Isso às vezes é interpretado por observadores como um tipo de beijo.

O ato de beijar em humanos é postulado como uma evolução que surgiu a partir da regurgitação direta boca-a-boca de alimentos dos pais para seus filhos (beijo de alimentação) ou entre machos e fêmeas e tem sido observado em vários tipos de mamíferos. As semelhanças entre os métodos usados no beijo de alimentação e nos beijos de língua humanos são bastante acentuadas; no primeiro caso, a língua é usada para empurrar o alimento da boca da mãe para a da criança, que recebe os alimentos da mãe através dos movimentos de sucção da língua; e o último é basicamente o mesmo movimento, mas sem a presença de comida pré-mastigada. Na verdade, através de observações de várias espécies e culturas, pode ser confirmado que o beijo e a pré-mastigação provavelmente evoluíram a partir de comportamentos semelhantes de alimentação com base no relacionamento.

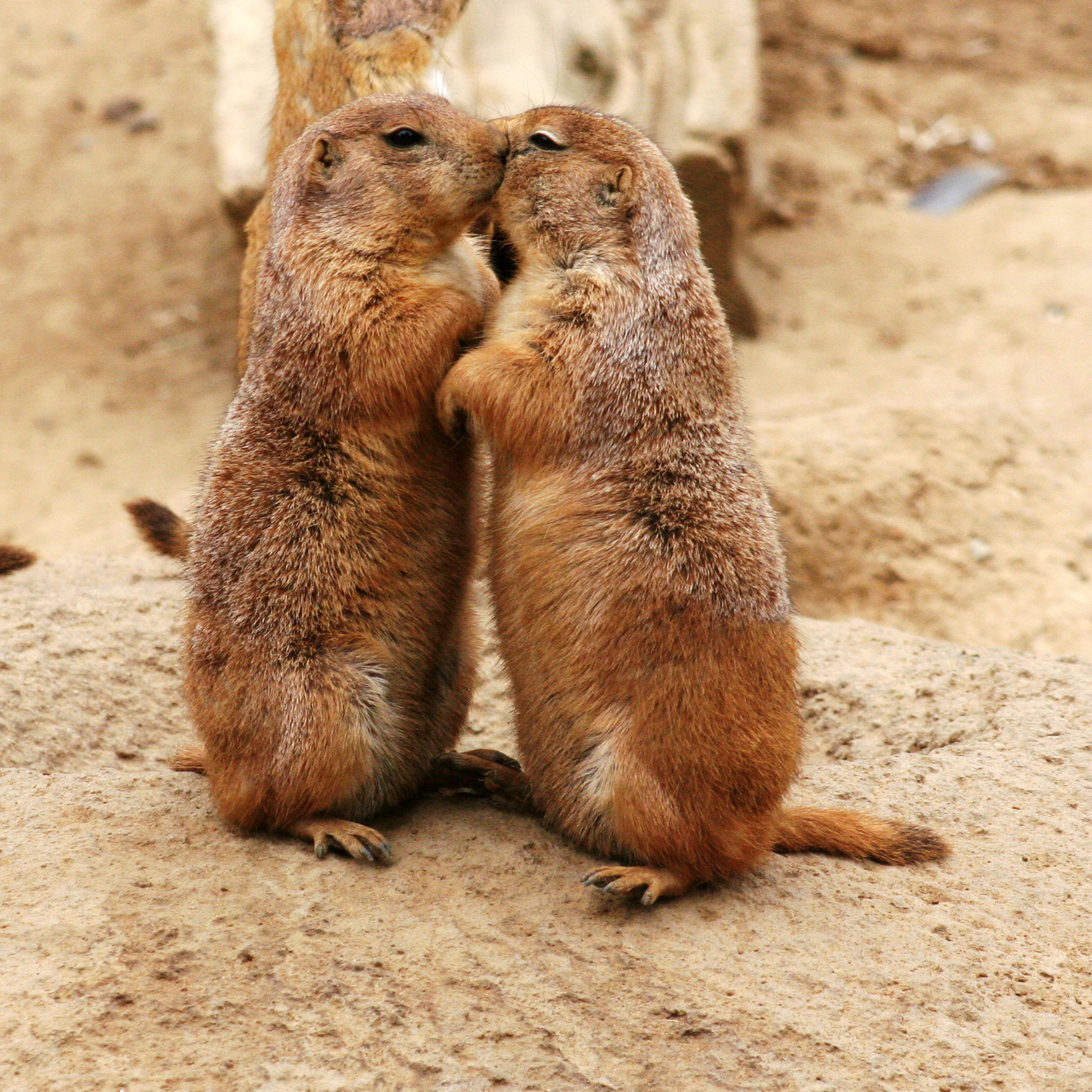
Dois membros da espécie Cynomys ludovicianus, um tipo de cão-da-pradaria, se "beijam". Eles utilizam a variedade de encosto de nariz para cumprimentar parentes.

### Fisiologia
Beijar é um comportamento complexo que requer uma coordenação muscular significativa envolvendo um total de 34 músculos faciais e 112 músculos posturais. O músculo mais importante envolvido é o músculo orbicular da boca, que é usado para franzir os lábios e informalmente conhecido como músculo do beijo. No caso do beijo francês, a língua também é um componente importante. Os lábios têm muitas terminações nervosas que os tornam sensíveis ao toque e à mordida.

### Benefícios à saúde
Beijar estimula a produção de hormônios responsáveis pelo bom humor: ocitocina, que libera o sentimento de amor e fortalece o vínculo com o parceiro, endorfinas – hormônios responsáveis pela sensação de felicidade – e dopamina, que estimula o centro do prazer no cérebro. O beijo regular protege contra a depressão. A afeição em geral tem efeitos redutores de estresse. O beijo em particular foi estudado em um experimento controlado e descobriu-se que aumentar a frequência de beijos em relacionamentos conjugais e de coabitação resulta em uma redução do estresse percebido, um aumento na satisfação do relacionamento e uma redução dos níveis de colesterol.

### Transmissão de doença
Beijar nos lábios pode resultar na transmissão de algumas doenças, incluindo a mononucleose infecciosa (conhecida como "doença do beijo") e herpes simplex quando os vírus infecciosos estão presentes na saliva. Pesquisas indicam que a contração do HIV através do beijo é extremamente improvável, embora tenha havido um caso documentado em 1997 de infecção pelo HIV através do beijo. Tanto a mulher quanto o homem infectado tinham gengivite, então a transmissão era pelo sangue do homem, não pela saliva.